# Yverdon–Baie de Clendy
Yverdon-Baie de Clendy est le nom d'un sites palafittiques préhistoriques autour des Alpes, situé sur les rives du lac de Neuchâtel sur la commune d'Yverdon dans le canton de Vaud, en Suisse.

## Description

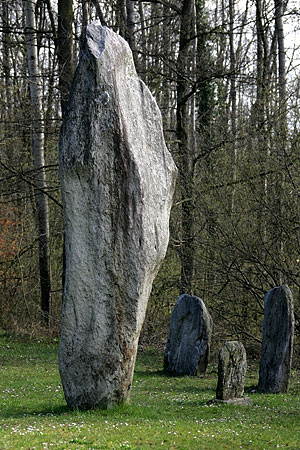
Menhirs d'Yverdon

Sur le site ont été découverts des menhirs.